# Мадавоска (Мен)
Мадавоска (англ. Madawaska) — місто (англ. town) в США, в окрузі Арустук штату Мен. Населення — 3867 осіб (2020), з них для 83,4 % жителів вважають рідною французьку мову. Це найвищий показник серед міст США.
Мадавоска  — найпівнічніше місто Нової Англії, розташоване біля самого кордону з провінцією Нью-Брансвік (Канада). Через прикордонну річку Сент-Джон побудований міст, що зв'язує Мадавоску та канадський Едмундстон.
Основа економіки міста — паперова промисловість.

## Географія

### Клімат
| Клімат : Мадавоска          | Клімат : Мадавоска | Клімат : Мадавоска | Клімат : Мадавоска | Клімат : Мадавоска | Клімат : Мадавоска | Клімат : Мадавоска | Клімат : Мадавоска | Клімат : Мадавоска | Клімат : Мадавоска | Клімат : Мадавоска | Клімат : Мадавоска | Клімат : Мадавоска | Клімат : Мадавоска |
| Показник                    | Січ.               | Лют.               | Бер.               | Квіт.              | Трав.              | Черв.              | Лип.               | Серп.              | Вер.               | Жовт.              | Лист.              | Груд.              | Рік                |
| Абсолютний максимум, °C     | 13,0               | 14,0               | 22,5               | 28,0               | 34,5               | 34,0               | 36,0               | 34,5               | 32,5               | 29,0               | 19,5               | 11,5               | 36,0               |
| Середній максимум, °C       | −7,1               | −4,9               | 1,1                | 8,6                | 17,1               | 22,0               | 24,7               | 23,7               | 18,5               | 10,9               | 3,3                | −3,8               | 9,5                |
| Середня температура, °C     | −12,9              | −11,3              | −5                 | 3,0                | 10,3               | 15,2               | 18,2               | 17,1               | 12,2               | 5,8                | −0,6               | −8,5               | 3,6                |
| Середній мінімум, °C        | −18,5              | −17,6              | −11,1              | −2,6               | 3,4                | 8,4                | 11,5               | 10,5               | 5,8                | 0,7                | −4,5               | −13,3              | −2,3               |
| Абсолютний мінімум, °C      | −41                | −37,5              | −35                | −20                | −6,5               | −2,5               | 2,0                | −1                 | −6                 | −9                 | −26                | −37                | −41                |
| Норма опадів, мм            | 79.4               | 62.3               | 56.1               | 58.2               | 90.4               | 97.4               | 113.8              | 93.4               | 94.6               | 93.6               | 91.2               | 80.6               | 1011.0             |
| Днів з опадами              | 9,7                | 8,4                | 8,2                | 9,3                | 11,9               | 12,1               | 12,2               | 11,3               | 11,2               | 12,3               | 11,5               | 10,3               | 128,3              |
| Днів з дощем                | 1,5                | 1,2                | 3,0                | 7,6                | 11,8               | 12,1               | 12,2               | 11,3               | 11,2               | 11,9               | 7,8                | 2,7                | 94,4               |
| Днів зі снігом              | 8,7                | 7,7                | 5,6                | 2,2                | 0,14               | 0,0                | 0,0                | 0,0                | 0,0                | 0,59               | 4,5                | 8,4                | 37,9               |
| --------------------------- | ------------------ | ------------------ | ------------------ | ------------------ | ------------------ | ------------------ | ------------------ | ------------------ | ------------------ | ------------------ | ------------------ | ------------------ | ------------------ |
| Джерело: Environment Canada |                    |                    |                    |                    |                    |                    |                    |                    |                    |                    |                    |                    |                    |

## Демографія
Згідно з переписом 2010 року, у місті мешкало 4035 осіб у 1983 домогосподарствах у складі 1128 родин. Було 2398 помешкань
Расовий склад населення:
| - 98,4 % — білих - 0,5 % — корінних американців - 0,2 % — чорних або афроамериканців - 0,2 % — азіатів |

До двох чи більше рас належало 0,6 %. Частка іспаномовних становила 0,5 % від усіх жителів.
За віковим діапазоном населення розподілялося таким чином: 16,7 % — особи молодші 18 років, 57,1 % — особи у віці 18—64 років, 26,2 % — особи у віці 65 років та старші. Медіана віку мешканця становила 51,2 року. На 100 осіб жіночої статі у місті припадало 96,6 чоловіків;  на 100 жінок у віці від 18 років та старших — 94,4 чоловіків також старших 18 років.
Середній дохід на одне домашнє господарство  становив 48 946 доларів США (медіана — 39 684), а середній дохід на одну сім'ю — 62 007 доларів (медіана — 58 333). Медіана доходів становила 51 762 долари для чоловіків та 30 872 долари для жінок. За межею бідності перебувало 9,4 % осіб, у тому числі 5,4 % дітей у віці до 18 років та 15,0 % осіб у віці 65 років та старших.
Цивільне працевлаштоване населення становило 1632 особи. Основні галузі зайнятості: освіта, охорона здоров'я та соціальна допомога — 28,4 %, роздрібна торгівля — 21,7 %, виробництво — 21,6 %.